# Jaroslav Navrátil (politik)
Jaroslav Navrátil (* 20. prosince 1943) je bývalý český a československý politik Komunistické strany Československa, poslanec České národní rady a Sněmovny národů Federálního shromáždění za normalizace.

## Biografie
K roku 1976 se profesně uvádí jako strojní zámečník.
Ve volbách roku 1971 nastoupil do České národní rady. Ve volbách roku 1976 přešel do české části Sněmovny národů (volební obvod č. 64 - Bruntál, Severomoravský kraj). Mandát obhájil ve volbách roku 1981 (obvod Bruntál) a ve Federálním shromáždění setrval do konce funkčního období, tedy do voleb roku 1986.